# Episodi de Il mondo di Peter Coniglio e dei suoi amici
Questa è la lista degli episodi de Il mondo di Peter Coniglio e dei suoi amici (anche conosciuta come Tante fiabe nel cassetto e Il mondo incantato di Peter Coniglio), serie animata britannica trasmessa su BBC One dal 13 maggio 1992 al 13 giugno 1995.
Ciascun episodio è l'adattamento animato di una o due favole di Beatrix Potter, e riporta fedelmente le illustrazioni originali dell'autrice.
| n° | Titolo originale                                     | Titolo italiano (TV)                                   | Titolo italiano (home video)                              | Prima TV GB    |
| -- | ---------------------------------------------------- | ------------------------------------------------------ | --------------------------------------------------------- | -------------- |
| 1  | The Tale of Peter Rabbit and Benjamin Bunny          |                                                        | La storia di Peter Coniglio                               | 13 maggio 1992 |
| 2  | The Tale of Samuel Whiskers or The Roly-Poly Pudding | Una rischiosa missione                                 | La storia di Samuel Baffetti                              | 19 maggio 1993 |
| 3  | The Tale of Tom Kitten and Jemima Puddle-Duck        |                                                        | Tom Micio e Jemima Anatra                                 | 22 luglio 1992 |
| 4  | The Tailor of Gloucester                             | Il sarto di Gloucester                                 | Il prodigio di Natale                                     | 9 giugno 1993  |
| 5  | The Tale of Pigling Bland                            |                                                        | La favola di Porcellino Dolcecuore                        | 29 giugno 1994 |
| 6  | The Tale of Mrs. Tiggy-Winkle and Mr. Jeremy Fisher  |                                                        | La storia del signor Jeremy Pescatore                     | 7 luglio 1993  |
| 7  | The Tale of the Flopsy Bunnies and Mrs. Tittlemouse  |                                                        | La storia dei coniglietti Flopsy e della signora Topolina | 24 giugno 1992 |
| 8  | The Tale of Mr. Tod                                  | La storia del signor Tod                               | La storia del signor Tod                                  | 18 maggio 1994 |
| 9  | The Tale of Two Bad Mice and Johnny Town-Mouse       | Storia di due topini cattivi e di Johnny topo di città | La storia di Johnny topo di città                         | 21 giugno 1995 |

## La storia di Peter Coniglio

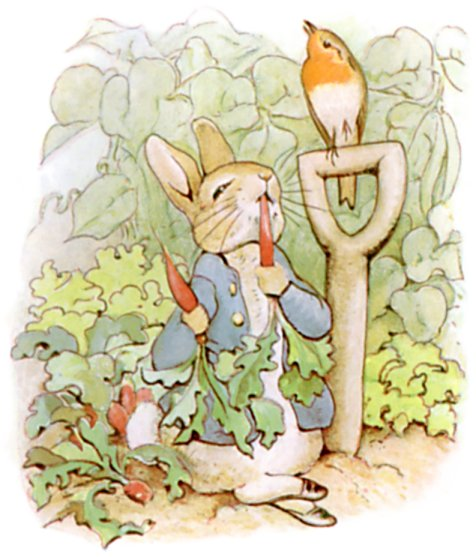
Peter mangia le carote del signor McGregor.

- Titolo originale: The Tale of Peter Rabbit and Benjamin Bunny
- Tratto da: La storia di Peter Coniglio e La storia di Benjamin Coniglio
- Diretto da: Geoff Dunbar

### Trama
Una mattina la mamma coniglio Josephine manda i suoi quattro figli a giocare, non prima di averli messi in guardia dal signor McGregor che in passato catturò il padre mentre era nel suo giardino. Le tre sorelline Flopsy, Mopsy e Cotton-Tail ubbidiscono alla madre e vanno di buon grado a cogliere le more, mentre il loro fratello Peter si intrufola nell'orto del signor McGregor. Dopo aver mangiato tutte le carote dell'orto, Peter si imbatte nell'irascibile fattore dal quale sfugge per miracolo perdendo le scarpette e la giacchetta, e per questo viene sgridato dalla madre.

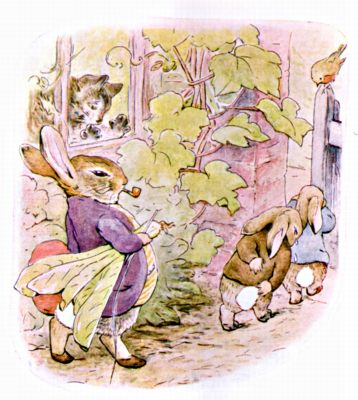
Il padre di Benjamin riporta i due coniglietti a casa.

Il giorno seguente Peter ha un appuntamento con suo cugino Benjamin, ma essendo in punizione è Benjamin che va a trovarlo e lo informa che i signori McGregor sono scesi in paese, pertanto potrà approfittarne per recuperare i suoi vestiti. In men che non si dica i due coniglietti arrivano nel giardino e recuperano i vestiti di Peter, assieme a qualche cipolla da regalare alla sua mamma, ma vengono intrappolati dal gatto sotto una cesta. Non vedendo tornare i due birbanti, il padre di Benjamin rassicura Josephine e va a cercarli. Una volta trovati, scaccia il gatto e lo chiude nella serra, e prima di riportarli a casa li punisce con un frustino. Quella sera, la mamma e le sorelline di Peter sono felici di poterlo riabbracciare di nuovo.

## La storia di Samuel Baffetti

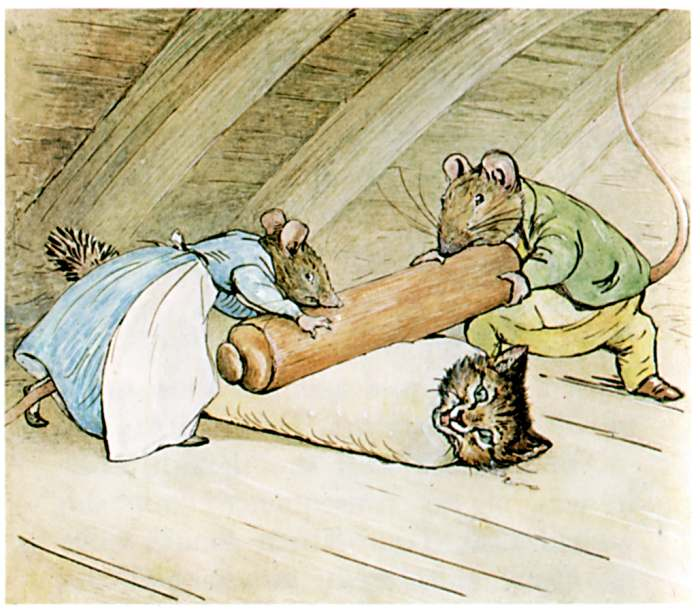
Samuel Baffetti e Anna Maria impastano il gattino Tom.

- Titolo originale: The Tale of Samuel Whiskers or The Roly-Poly Pudding
- Titolo italiano (edizione televisiva): Una rischiosa missione
- Tratto da: La storia di Samuel Baffetti
- Diretto da: Mike Stuart

### Trama
La gatta Tabitha Nervosetti vuole prendere i suoi tre micetti e farli stare buoni mentre prepara il pranzo. Riesce a trovare Moppet e Mittens ma non Tom, che si nasconde nel camino e, proseguendo nei cunicoli, capitombola nel giaciglio di un grosso topo di nome Samuel Baffetti. Quest'ultimo cattura prontamente il gattino assieme a sua moglie Anna Maria e i due topi decidono di usarlo come ripieno di una torta. Samuel Baffetti e Anna Maria escono dalla loro tana per rubare a Tabitha del burro, della pasta di pane e un mattarello, ovvero l'occorrente necessario per la loro cena. Mentre Tabitha è ancora intenta a cercare Tom assieme alla cugina Ribby che era venuta a trovarla, le sorelline Moppet e Mittens le raccontano di aver visto i due topi rubare. Sapendo che Tom è stato rapito, Tabitha è ancora più preoccupata, e Ribby chiama il falegname John per aprire un buco nel pavimento in soffitta, da cui provengono dei rumori sospetti. Tom viene trovato e liberato, mentre i due topi sono fuggiti non appena hanno avvertito il pericolo e si sono trasferiti altrove.

## Tom Micio e Jemima Anatra

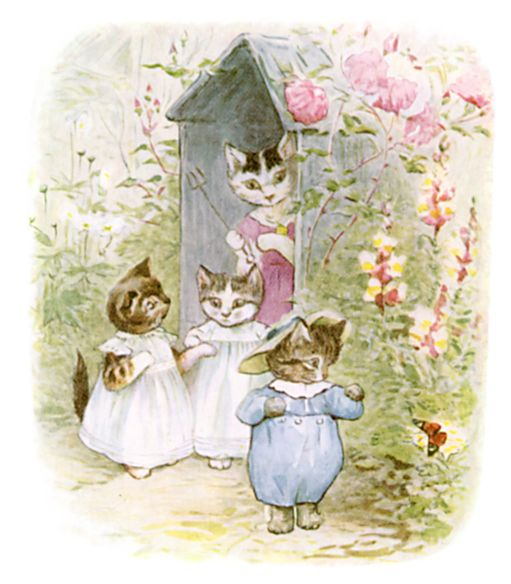
Tabitha Nervosetti impartisce le raccomandazioni ai suoi figlioli.

- Titolo originale: The Tale of Tom Kitten and Jemima Puddle-Duck
- Tratto da: La storia di Tom Micio e La storia di Jemima Anatra de' Stagni
- Diretto da: Dave Unwin

### Trama
Mentre aspetta le sue amiche per il tè, la signora Tabitha Nervosetti lava e veste i suoi tre micini con i loro vestiti buoni. Nell'attesa i gattini vanno a giocare con le oche disubbidendo alle raccomandazioni della madre, perdono i vestiti e vengono rimproverati. Essendo impresentabili, la povera Tabitha li manda in camera loro ed è costretta ad usare una scusa con le sue amiche, che si aspettavano di essere accolte dai piccoli.

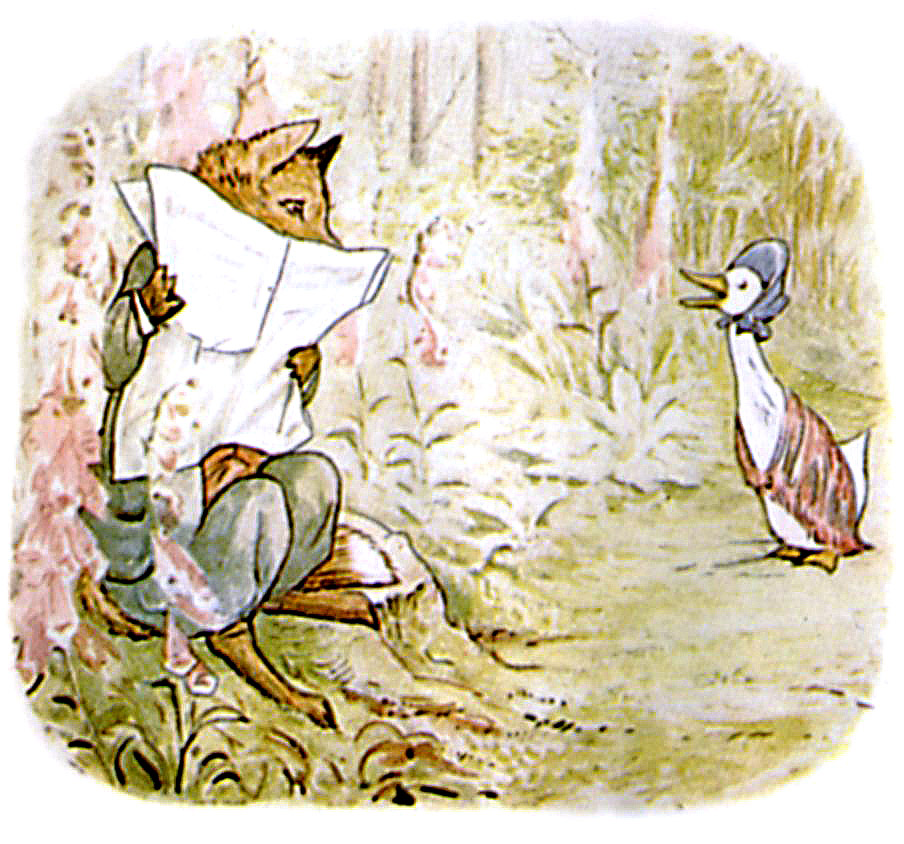
Jemima Anatra fa la conoscenza del signor Tod.

L'oca Jemima ha fallito un altro tentativo di covata. Tutte le volte la moglie del fattore trova le sue uova e la sua sorellastra Rebeccah la rimprovera per questo. Profondamente offesa, Jemima cerca un buon posto in cui covare lontano dalla sua fattoria, e incontra nella foresta un gentile signore che le offre un nido caldo e appartato nella sua casa. L'ospite però è una volpe e aspetta il momento propizio per cibarsi dell'oca, la quale, del tutto ignara del pericolo, continua a recarsi da lui per covare. Kep, il cane guardiano della fattoria, segue Jemima con due cuccioli di lupo al suo seguito e la salva dalle grinfie della volpe prima che sia troppo tardi. Per la sua ingenuità, Jemima viene punita ancora una volta con la perdita delle sue uova, ma tempo dopo vengono al modo i suoi primi quattro anatroccoli.

## Il prodigio di Natale

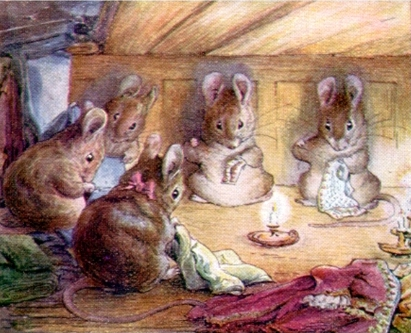
I topolini intenti a cucire.

- Titolo originale: The Tailor of Gloucester
- Titolo italiano (edizione televisiva): Il sarto di Gloucester
- Tratto da: Il sarto di Gloucester
- Diretto da: Jack Stokes

### Trama
A Gloucester vive un abile e anziano sarto con il suo gatto Simpkin, sempre intento a catturare i topini che trova sotto le tazzine. Il sarto ha a malapena di che mangiare ma, in vista del matrimonio del sindaco il giorno di Natale, gli confezionerà una marsina e un panciotto con cui risolleverà le sue finanze. Purtroppo l'uomo viene colto da un'influenza a meno di una settimana prima di Natale ed è costretto a rimanere a letto per molti giorni, inoltre Simpkin, che era andato a comprargli una matassina di filo con l'ultimo penny che gli rimaneva, decide di non darglielo dopo aver visto che il suo padrone ha liberato i topi sotto le tazzine. A portare avanti il lavoro mentre il sarto è a letto ci pensano i topini, che sono molto abili con il cucito e desiderano ringraziare il sarto per tutte quelle volte che ha cucito loro dei vestitini con il taffetà avanzato. La notte della vigilia di Natale Simpkin fa una passeggiata in città incontrando gli altri animali e al suo ritorno dà la matassina al suo padrone. Il sarto, appena svegliato, si reca nel suo laboratorio e con grande meraviglia trova gli abiti già cuciti e ricamati con grande cura e precisione, eccetto un'ultima asola per mancanza di filo. Il sindaco potrà sposarsi gioiosamente e il sarto ne sarà felice, grazie a questo miracolo di Natale.

## La favola di Porcellino Dolcecuore

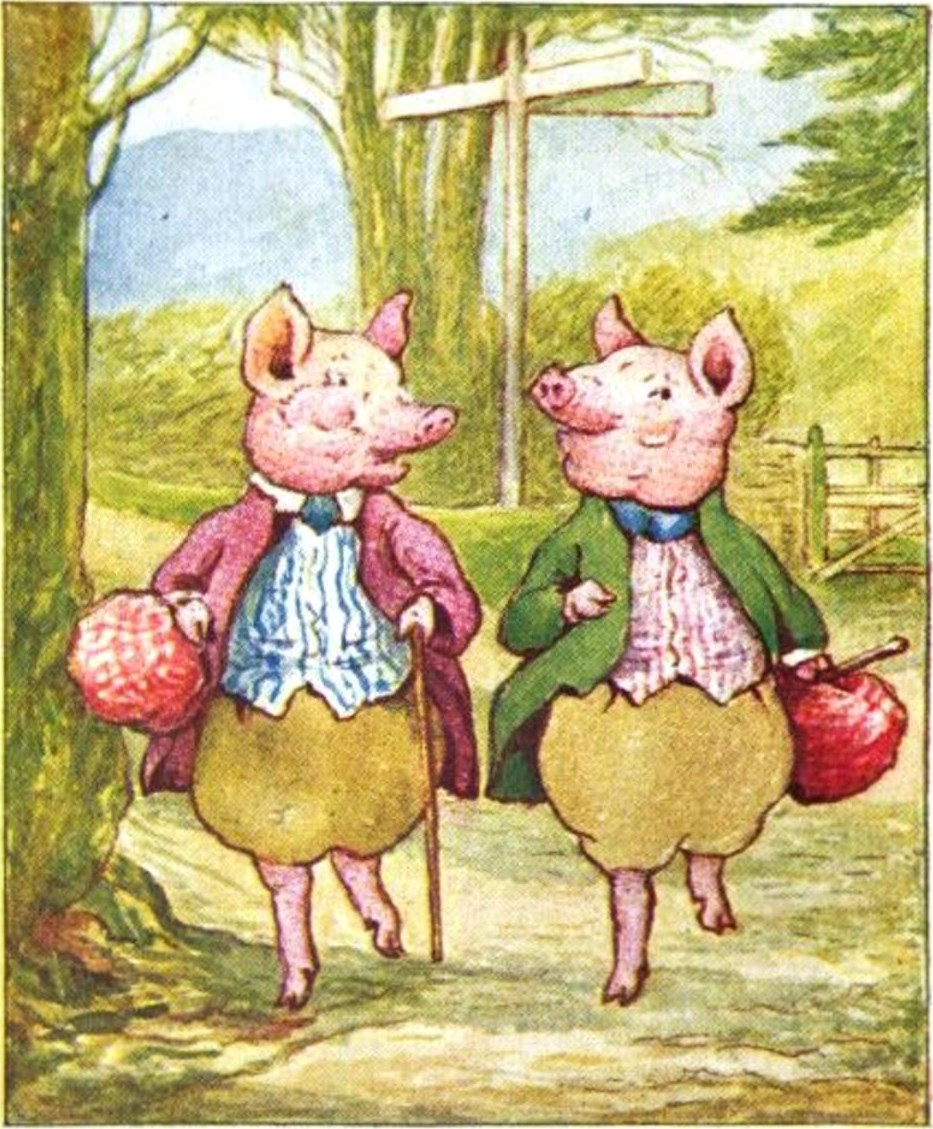
Bland e Alexander all'inizio del loro viaggio.

- Titolo originale: The Tale of Pigling Bland
- Tratto da: La storia di Bland porcellino
- Diretto da: Mike Stuart

### Trama
In una fattoria la scrofa zia Zampetta accudisce i suoi otto porcellini, ma non potendo più sfamarli tutti manda due di loro, Bland e Alexander, a Borgomercato per farsi comprare da un contadino e lavorare per lui. Nella strada per il mercato i due porcellini incontrano un poliziotto e Alexander, il più scanzonato dei due, viene colto senza il suo lasciapassare e viene riportato a casa, mentre Bland è costretto a proseguire da solo. Quando trova nella sua tasca il lasciapassare di suo fratello torna indietro di corsa per darglielo, ma ormai è buio e si ferma in un pollaio per la notte. Il proprietario prende Bland assieme alle galline da vendere al mercato, ma quando si accorge che è un maialino lo accoglie in casa sua per nutrirlo e farlo ingrassare. In quella casa vive anche un'altra maialina, Pigwig, con il quale Bland fa amicizia. Bland e Pigwig decidono di scappare una mattina presto per evitare una brutta fine. La loro fuga sembra giungere al termine quando un mercante nutre dei sospetti sul lasciapassare di Alexander che Bland ha prestato alla sua amica, ma mentre l'uomo si distrae i due corrono fino al ponticello che segna il confine della contea. Diventati liberi, Bland e Pigwig si dedicano all'agricoltura come hanno sempre desiderato.

## La storia del signor Jeremy Pescatore

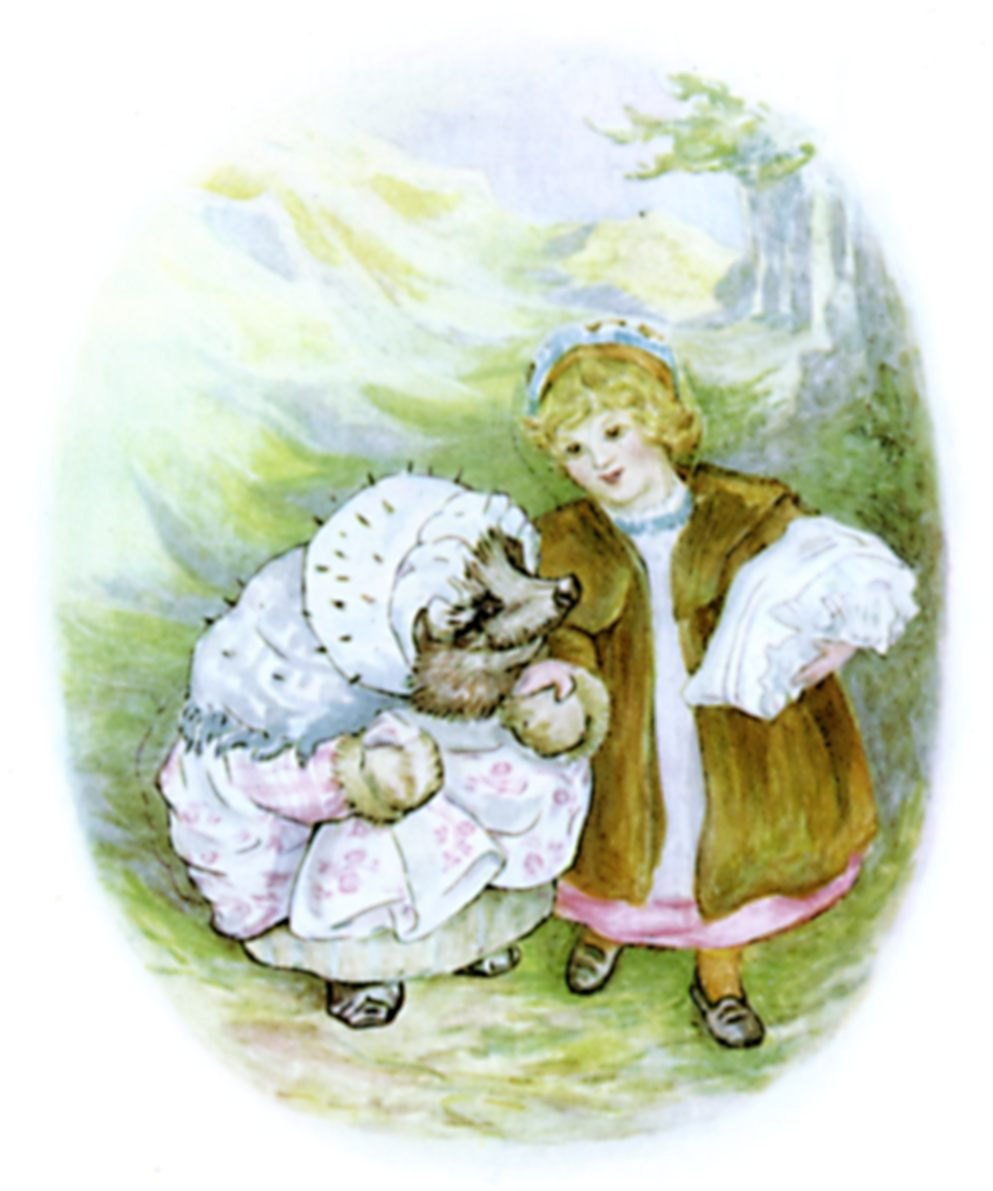
Lucie accompagna la signora Tiggy-Winkle a restituire i vestiti lavati e stirati.

- Titolo originale: The Tale of Mrs. Tiggy-Winkle and Mr. Jeremy Fisher
- Tratto da: La storia della signora Trovatutto e La storia del signor Jeremy Pescatore
- Diretto da: Geoff Dunbar

### Trama
La piccola Lucie, una bambina distratta che vive alla fattoria di Little Town, va in cerca dei suoi tre fazzoletti e del grembiulino che ha perduto. Rifacendo la stessa strada del giorno prima Lucie incontra un ranocchio, che però non le è d'aiuto, e dopo essersi inoltrata nella foresta la bambina raggiunge la casa della signora porcospino Tiggy-Winkle. La signora è una lavandaia e si occupa di lavare gli abiti di tutti gli abitanti del bosco. Lucie l'aiuta nel suo lavoro e trova nella cesta della lavandaia i fazzoletti e il grembiule che stava cercando. Nel pomeriggio, Lucie accompagna la signora Tiggy-Winkle a restituire i vestiti lavati e alla fine del giro arrivano dal signor Jeremy, il ranocchio pescatore che Lucie aveva incontrato.

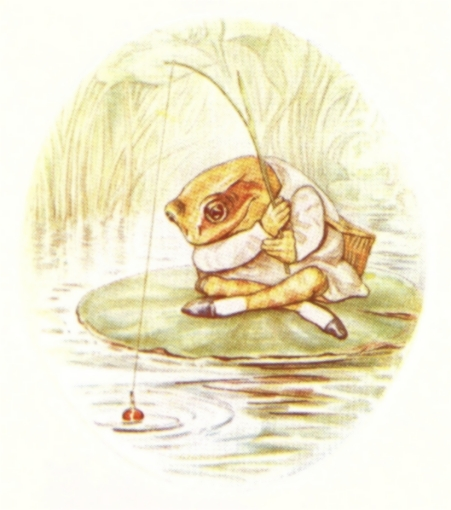
Il signor Jeremy Pescatore.

Il signor Jeremy è ancora sconvolto per la disavventura che ebbe quel giorno: mentre pescava dei pesci per i suoi ospiti che avrebbe avuto a cena è stato prima disturbato da uno scarabeo e da un pesce spinoso, poi è quasi finito divorato da un grosso pesce. Jeremy è riuscito a salvarsi ma ha perso la sua canna da pesca, le sue galosce e la sua giacca impermeabile si è ridotta a uno straccio; per giunta ha giurato che dopo quanto gli è accaduto non pescherà mai più. Nonostante tutto, il ranocchio cena comunque in compagnia dei suoi amici Alderman e Isaac con un buon arrosto di cavalletta.

## La storia dei coniglietti Flopsy e della signora Topolina

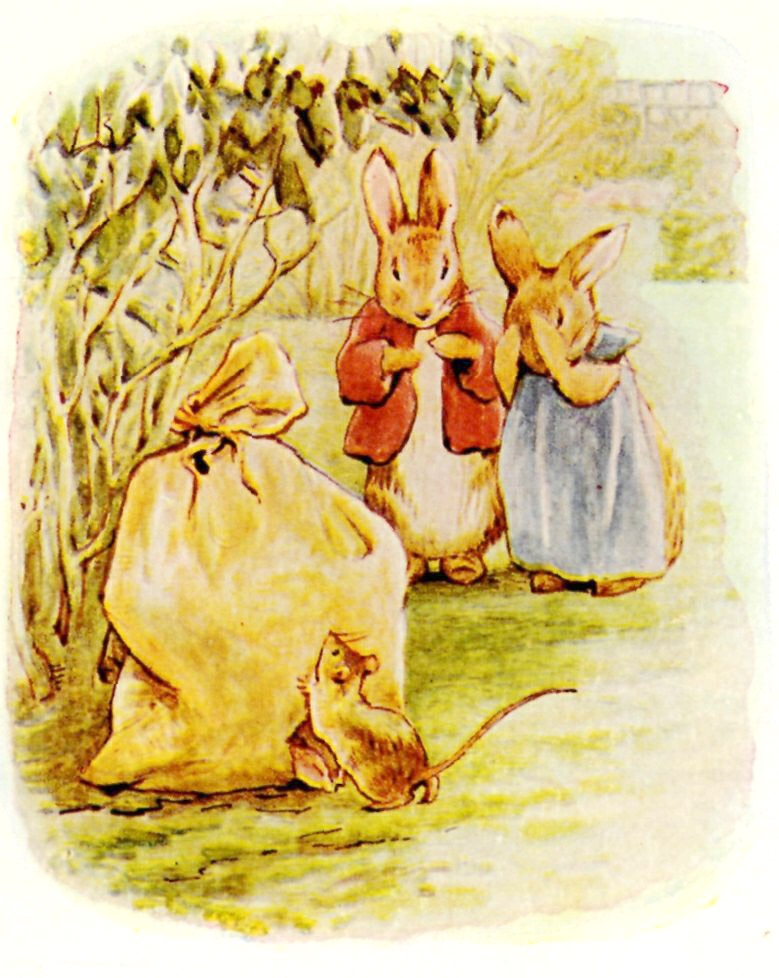
Benjamin, Flopsy e Tommasina di fronte al sacco con i sei coniglietti.

- Titolo originale: The Tale of the Flopsy Bunnies and Mrs. Tittlemouse
- Tratto da: La storia dei coniglietti Flopsy e La storia della signora Topolina
- Diretto da: Dave Unwin

### Trama
Benjamin, cresciuto e sposato con la cugina Flopsy, ebbe sei cuccioli chiamati solitamente "coniglietti Flopsy". La signora Tommasina, una topolina fanatica per la pulizia della sua casetta, scopre che delle api si sono insediate in casa sua e va a chiedere al coniglio Benjamin una mano per scacciarle. Benjamin però si è addormentato dopo aver fatto una scorpacciata di insalata con i suoi figli, e nemmeno il pettirosso è disposto ad aiutarla. In quel momento il signor McGregor si avvicina al fossato dove butta la spazzatura e si accorge dei sei coniglietti Flopsy addormentati, quindi li prende e li rinchiude in un sacco che lascia incustodito per qualche minuto in attesa di tornare a prenderlo per portarlo a casa. La signora Tommasina e il coniglio Benjamin assistono al fatto e poco dopo sopraggiunge anche la madre, disperata per i suoi piccoli. I genitori non riescono a sciogliere il nodo ma Tommasina rompe le cuciture del sacco e permette ai coniglietti di uscirne. Benjamin decide di giocare uno scherzo al signor McGregor infilando nel sacco vuoto le verdure marce trovate nel fosso; l'uomo non si accorge dello scambio e porta a casa il sacco di immondizia facendo una brutta figura con la moglie.

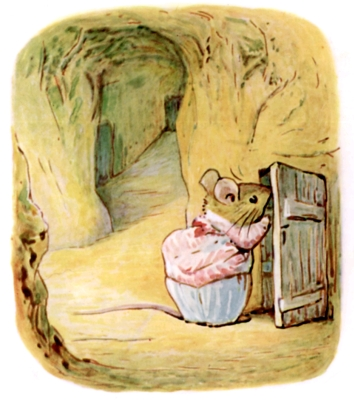
Tommasina Topolina nella sua casetta.

Quando torna a casa dopo aver aiutato i coniglietti, Tommasina scopre di avere un ospite: il signor Jackson. Il rospo si è invitato a casa della topolina seguendo un profumo di miele, che insiste a voler trovare nonostante i rinneghi di Tommasina. Dopo aver girovagato per la casa sporcando il pavimento con le sue zampe bagnate, il signor Jackson trova il miele nell'alveare e inizia a favorirne malgrado il disappunto delle api, che si vedono costrette a sloggiare. Tommasina ripara in un'altra stanza, affaticata e disperata per il trambusto. Una volta dileguati sia le api che il signor Jackson, la casa di Tommasina riversa in uno stato indescrivibile per il disordine e lo sporco lasciato ovunque, ma la topolina si rimbocca le maniche e inizia a pulire. Dopo tanto lavoro, la casetta di Tommasina torna a risplendere e la padrona di casa invita alcuni ospiti per festeggiare. Anche il signor Jackson è invitato, ma prende parte alla festa restando all'esterno.

## La storia del signor Tod

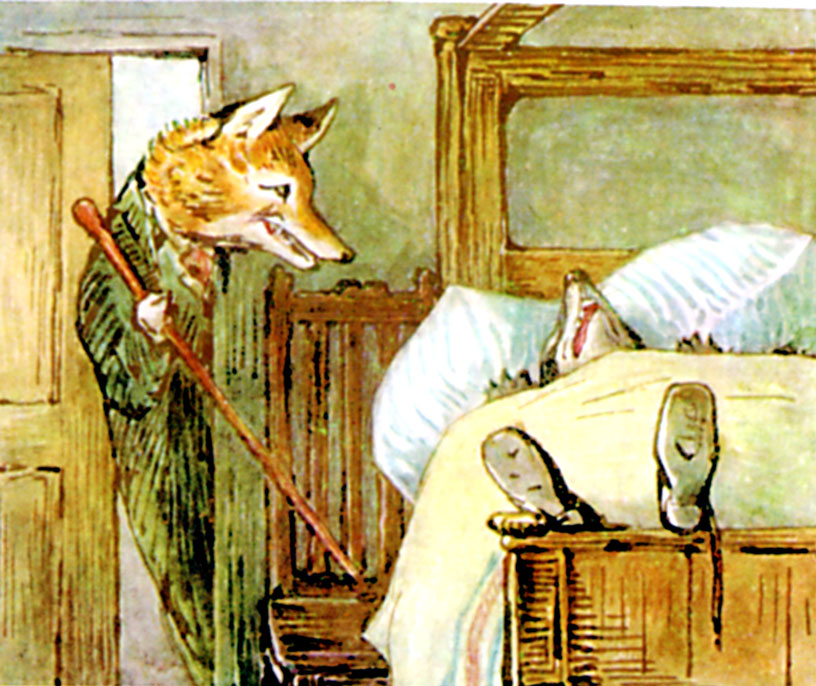
Il signor Tod trova Tommy Tasso a dormire nel suo letto.

- Titolo originale: The Tale of Mr. Tod
- Titolo italiano (edizione televisiva): La storia del signor Tod
- Tratto da: La storia del signor Tod
- Diretto da: Geoff Dunbar

### Trama
Flopsy e Benjamin vanno in paese a fare compere e lasciano i loro piccoli alle cure del nonno Bouncer. Durante la loro assenza il nonno riceve la visita di Tommy Tasso, amareggiato per la scarsità di cibo verificatasi da quando il signor Tod si è risvegliato dal letargo. Dopo una lunga chiacchierata, Bouncer si addormenta e Tommy può sgraffignare in tutta tranquillità i coniglietti Flopsy che diverranno la sua cena. Al loro ritorno, Flopsy è disperata per la scomparsa dei piccoli e Benjamin si mette subito alla loro ricerca con l'aiuto di Peter. I due conigli raggiungono la casa del signor Tod, in cui Tommy Tasso si è introdotto, e scavano una buca per entrare in cucina e riprendere i coniglietti rinchiusi nel camino. Nel frattempo il signor Tod fa ritorno e scopre Tommy Tasso a dormire nel suo letto, così decide di tendergli uno scherzo, ma il tasso se ne accorge e si allontana in tempo dal letto. Poco dopo la volpe e il tasso cominciano a darsele di santa ragione e, in quel momento di distrazione, Benjamin riprende i suoi figli e torna a casa con Peter.

## La storia di Johnny topo di città

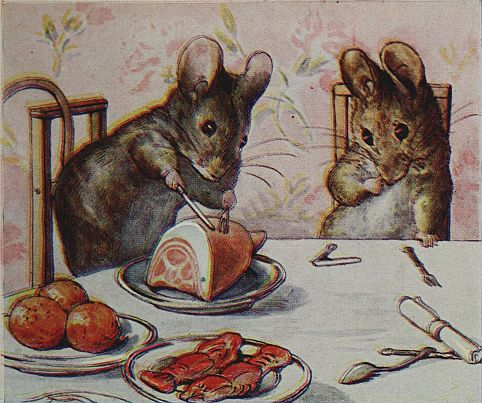
Tom Pollice e Hunca Munca provano a mangiare il cibo delle bambole.

- Titolo originale: The Tale of Two Bad Mice and Johnny Town-Mouse
- Titolo italiano (edizione televisiva): Storia di due topini cattivi e di Johnny topo di città
- Tratto da: La storia di due topini cattivi e La storia di Johnny topo di città
- Diretto da: Roger Mainwood

### Trama
In una casa di città vivono dei topini rintanati sotto al pavimento. Un giorno due di loro, Tom Pollice e Hunca Munca, scoprono la casa delle bambole della bambina che vive lì e, arrabbiandosi per non avervi trovato del cibo buono da mangiare, rompono i piattini e rubano delle cose utili per la loro tana.
Quella sera, dalla cesta di verdura ordinata dalla campagna, esce un topolino spaventato che, scappando dalle grida della cameriera, precipita sulla tavola del topo di città Johnny. Timmie Willie, il topolino di campagna, era stato portato in città dopo che si era intrufolato nella cesta e viene calorosamente accolto da Johnny e i suoi amici, che gli offrono ospitalità e un posto per dormire. Il topolino di campagna si trattiene per qualche tempo ma la vita di città, un continuo fuggire dalle aggressioni del gatto e delle persone, per lui è troppo frenetica e decide di tornare in campagna approfittando del viaggio di ritorno della cesta. Tempo dopo, Johnny fa visita a Timmie Willie arrivando in campagna con la solita cesta di verdura e scoprirà presto che non è un posto adatto a lui. Lo stretto contatto con la natura mette a disagio il povero Johnny, che fa ritorno in città con il successivo invio della cesta. Ogni topino continua la sua vita nel posto in cui è abituato, Hunca Munca e Tom rimediano al loro errore ripulendo regolarmente la casetta e risarcendo con una monetina le cose rotte.